# Графт-Джонсон, Джозеф де
Джозеф Уильям Суэйн де Графт-Джонсон (англ. Joseph William Swain de Graft-Johnson; род. 6 октября 1933, Кейп-Кост, Британский Золотой Берег — 22 апреля 1999, Лондон, Великобритания) — ганский государственный и политический деятель, вице-президент Ганы в 1979—1981 годах.

## Биография
Джозеф де Графт-Джонсон родился 6 октября 1933 года в Кейп-Косте, Британский Золотой Берег, в семье фанти. Он учился в школе Мфанципим. Получил степень бакалавра гражданского строительства в Университете Лидса. В 1960 году он получил степень магистра дорожного строительства в Бирмингемском университете. В 1965 году получил докторскую степень по механике грунтов в Калифорнийском университете в Беркли.
Де Графт-Джонсон умер 22 апреля 1999 года в Лондоне в возрасте 65 лет. После панихиды в методистском соборе Уэсли он был похоронен в Кейп-Косте.

## Политическая карьера
В период военных режимов при Высшем Военном Совете он выступал против продолжающегося военного правления, поскольку в то время он был президентом GhIE, одной из многих профессиональных организаций в Гане, выступающих против военного правительства. Из-за этого он подвергался личным нападкам. Он был членом Учредительного собрания 1978 года, созданного для написания Конституции Третьей республики 1979 года. Де Графт-Джонсон присоединился к Национальной народной партии (ННП), после её основания в 1979 году. Это произошло после того, как был снят запрет на политические партии, введённый в 1972 году Советом Национального Спасения. ННП выиграла выборы, и он стал первым вице-президентом Ганы в правительстве Лиманна. Правительство было свергнуто в результате государственного переворота 31 декабря 1981 года. После переворота он уехал в изгнание в Лондон.